# 旧制中等教育学校の一覧 (滋賀県)
滋賀県における旧制中等教育学校の一覧（きゅうせいちゅうとうきょういくがっこうのいちらん）とは、学制改革前（第二次世界大戦前）の滋賀県内での旧学制の中等教育学校をまとめた一覧である。

## 旧制中学校

### 公立
- 彦根公立中学校（1880年）⇒ 滋賀県尋常中学校 ⇒ 滋賀県尋常第一中学校 ⇒ 滋賀県第一中学校 ⇒ 滋賀県立第一中学校 ⇒ 滋賀県立彦根中学校 ⇒《新制・再編》滋賀県立彦根東高等学校・彦根西高等学校・彦根南高等学校 ⇒（統合）滋賀県立彦根高等学校 ⇒（1952年：分離）滋賀県立彦根東高等学校
- 滋賀県第二尋常中学校（1898年）⇒ 滋賀県第二中学校 ⇒ 滋賀県立第二中学校 ⇒ 滋賀県立膳所中学校 ⇒《新制・再編》滋賀県立膳所高等学校・志賀高等学校・大津高等学校 ⇒（統合）滋賀県立大津高等学校 ⇒（分離）滋賀県立大津東高等学校 ⇒ 滋賀県立膳所高等学校（1956年）
- 滋賀県立水口中学校（1919年）⇒《新制・統合》滋賀県立甲賀高等学校 ⇒ 滋賀県立水口高等学校（1975年）
- 滋賀県立八日市中学校（1920年）⇒《新制》滋賀県立八日市高等学校 ⇒ 滋賀県立神愛高等学校 ⇒（1951年：分離）滋賀県立八日市高等学校
- 滋賀県立虎姫中学校（1920年）⇒《新制》滋賀県立虎姫高等学校 ⇒（統合）滋賀県立湖北高等学校 虎姫校舎 ⇒（1951年：分離）滋賀県立虎姫高等学校
- 滋賀県立今津中学校（1920年）⇒《新制・統合》滋賀県立高島高等学校
- 小浜藩校順造館（1881年）⇒ 滋賀県立小浜中学校 ⇒（廃止）→（新設）福井県尋常中学校小浜分校 ⇒ 福井県立小浜尋常中学校（1897年）⇒ 福井県立小浜中学校 ⇒《新制・統合》福井県立小浜高等学校 ⇒ 福井県立若狭高等学校（1957年）

### 私立
- 天台宗総黌 ⇒ 天台宗第一号中学校 ⇒ 天台宗西部大学校・本校付属中学校 ⇒ 天台宗西部中学校 ⇒ 私立天台宗尋常中学校 ⇒ 天台宗比叡山中学 ⇒ 比叡山中学校 ⇒《新制》比叡山中学校・高等学校

## 高等女学校

### 公立
- 私立淡海女学校（1886年）⇒ 町立彦根女学校 ⇒ 彦根町立高等女学校（1895年）⇒ 滋賀県立彦根高等女学校 ⇒《新制》滋賀県立彦根西高等学校 ⇒（統合）滋賀県立彦根高等学校 西校舎 ⇒（分離）滋賀県立彦根西高等学校 ⇒（2016年：統合）滋賀県立彦根翔西館高等学校
- 滋賀県私立高等女学校（1889年）⇒ 大津市立大津高等女学校 ⇒ 滋賀県立大津高等女学校（1902年：滋賀県師範学校女子部に併設）⇒《新制・改組》滋賀県立大津高等学校・滋賀県立膳所高等学校・滋賀県立志賀高等学校 ⇒（統合）滋賀県立大津高等学校 ⇒（分離）滋賀県立大津西高等学校 ⇒ 滋賀県立大津高等学校（1956年）
- 滋賀県大津市高等女学校（1912年）⇒《新制・改組》滋賀県立大津高等学校・滋賀県立膳所高等学校・滋賀県立志賀高等学校 ⇒（統合）滋賀県立大津高等学校 ⇒（分離）滋賀県立大津西高等学校 ⇒ 滋賀県立大津高等学校
- 長浜町立長浜実科高等女学校（1911年）⇒ 長浜町立長浜高等女学校（1920年）⇒ 滋賀県立長浜高等女学校 ⇒《新制》滋賀県立長浜北高等学校 ⇒ 滋賀県立長浜高等学校 ⇒（1952年：分離）滋賀県立長浜北高等学校
- 日野町立日野裁縫学校（1905年）⇒ 日野町立日野女子手芸学校 ⇒ 日野町立日野実科高等女学校 ⇒ 滋賀県立日野高等女学校（1922年）⇒《新制》滋賀県立日野高等学校 ⇒（統合）滋賀県立中央高等学校 日野校舎 ⇒（1951年：分離）滋賀県立日野高等学校
- 郡立愛知実業学校女子部（1910年）⇒ 滋賀県立愛知高等女学校（1922年）⇒《新制》滋賀県立愛知高等学校 ⇒ 滋賀県立神愛高等学校 ⇒（1951年：分離）滋賀県立愛知高等学校
- 組合立寺庄実科高等女学校（1915年：甲賀郡寺庄村）⇒ 組合立寺庄高等女学校（1922年）⇒ 甲南町立高等技芸女学校 ⇒ 甲南町立甲南女子農学校 ⇒ 滋賀県立甲南女子農学校 ⇒《新制・統合》滋賀県立甲賀高等学校 ⇒（1952年：分離）滋賀県立甲南高等学校
- 組合立水口実業補習女学校（1903年）⇒ 水口町立水口実科高等女学校 ⇒ 町立水口高等女学校（1924年）⇒ 滋賀県立水口高等女学校 ⇒《新制・統合》滋賀県立甲賀高等学校 ⇒ 滋賀県立水口高等学校（1975年）
- 草津町立草津実科高等女学校（1922年）⇒ 滋賀県立草津高等女学校（1925年）⇒《新制・統合》滋賀県立草津高等学校 ⇒（統合）滋賀県立湖南高等学校 草津校舎 ⇒（1951年：分離）滋賀県立草津高等学校
- 高宮裁縫女学校（1918年）⇒ 滋賀県高宮実科女学校 ⇒ 高宮町立高宮高等女学校（1928年）⇒（1947年以降不明）
- 滋賀県立八幡高等女学校（1938年）⇒《新制・統合》滋賀県立八幡高等学校 ⇒（統合）滋賀県立中央高等学校 ⇒（分離）滋賀県立八幡高等学校 ⇒ 滋賀県立八幡商業高等学校（1955年）
- 大溝町立大溝実科高等女学校（1927年）⇒ 滋賀県立藤樹実科高等女学校 ⇒ 滋賀県立藤樹高等女学校（1940年）⇒《新制・統合》滋賀県立高島高等学校
- 彦根市立彦根高等女学校（1941年）⇒（1944年：滋賀県立彦根商業学校に統合）
- 木之本裁縫専修学校（1900年）⇒ 木之本町立実科高等女学校 ⇒ 滋賀県伊香郡木之本実科高等女学校 ⇒ 滋賀県木之本実科高等女学校 ⇒ 滋賀県木之本高等女学校（1943年）⇒ 滋賀県立木之本高等女学校 ⇒《新制・統合》滋賀県立伊香高等学校 ⇒ 滋賀県立湖北高等学校 伊香校舎 ⇒（1951年：分離）滋賀県立伊香高等学校
- 信楽町立信楽実科高等女学校（1923年）

### 私立
- 近江高等女学校（1941年）⇒《新制・統合》近江高等学校
- 近江勤労女学校（1933年）⇒ 近江兄弟社女学校 ⇒ 近江兄弟社高等女学校（1943年）⇒《新制》近江兄弟社中学校・高等学校
- 松村裁縫速進教授所（1918年）⇒ 大津裁縫女学校 ⇒ 大津高等裁縫女学校 ⇒ 滋賀高等女子実業学校 ⇒《新制》大津家庭高等学校 ⇒ 滋賀女子高等学校 ⇒（2008年：共学化）滋賀短期大学附属高等学校

## 実業学校

### 公立

#### 滋賀
- 大津市立大津実業補習学校（1905年）⇒ 大津市立大津商業学校 ⇒ 滋賀県立大津商業学校 ⇒《新制・再編》滋賀県立膳所高等学校・滋賀県立大津高等学校・滋賀県立志賀高等学校 ⇒（統合）滋賀県立大津高等学校 ⇒（分離）滋賀県立大津西高等学校 ⇒ 滋賀県立大津高等学校 ⇒（1958年：商業科が分離独立）滋賀県立大津商業高等学校
- 滋賀県大津市女子商業学校（1927年：大津市立）⇒《新制・再編》滋賀県立膳所高等学校・滋賀県立大津高等学校・滋賀県立志賀高等学校 ⇒（統合）滋賀県立大津高等学校 ⇒（分離）滋賀県立大津西高等学校 ⇒ 滋賀県立大津高等学校 ⇒（1958年：商業科が分離独立）滋賀県立大津商業高等学校

#### 栗太・野洲
- 滋賀県立瀬田工業学校（1938年）⇒《新制》滋賀県立瀬田高等学校 ⇒（統合）滋賀県立湖南高等学校 ⇒（1951年：県立草津高校を分離）⇒ 滋賀県立瀬田工業高等学校（1955年）
- 滋賀県立栗太農学校（1922年）⇒《新制・統合》滋賀県立草津高等学校 ⇒（統合）滋賀県立湖南高等学校 草津校舎 ⇒（1951年：分離）滋賀県立草津高等学校 ⇒（1981年：農業科を分離、統合）滋賀県立湖南農業高等学校
- 滋賀県野洲郡立女子農芸学校（1944年）⇒《新制》滋賀県立野洲高等学校 ⇒（1981年：統合）滋賀県立湖南農業高等学校 ⇒（1982年：草津市へ移転）

#### 甲賀
- 滋賀県立水口農林学校（1908年）⇒ 滋賀県立水口中学校を併設（1919年）⇒（1921年：水口農林学校廃校）→《新制》滋賀県立甲賀高等学校 ⇒ 滋賀県立水口高等学校（1975年）
- 組合立寺庄実科高等女学校（1915年）⇒ 組合立寺庄高等女学校 ⇒ 甲南町立高等技芸女学校 ⇒ 甲南町立甲南女子農学校 ⇒ 滋賀県立甲南女子農学校 ⇒《新制・統合》滋賀県立甲賀高等学校 ⇒ 滋賀県立水口高等学校（1975年）

#### 蒲生
- 滋賀県商業学校（1886年：滋賀郡大津町）⇒（1901年：蒲生郡宇津呂村へ移転）滋賀県立商業学校 ⇒ 滋賀県立八幡商業学校（1908年）⇒《新制・統合》滋賀県立八幡高等学校 ⇒（統合）滋賀県立中央高等学校 ⇒（分離）滋賀県立八幡高等学校 ⇒ 滋賀県立八幡商業高等学校（1955年）

#### 神崎・愛知
- 神崎郡立神崎実業学校（1907年）⇒ 神崎郡立神崎商業学校 ⇒ 滋賀県立神崎商業学校 ⇒ 滋賀県立神崎農学校 ⇒《新制・統合》滋賀県立神崎高等学校 ⇒（統合）滋賀県立神愛高等学校 ⇒（分離）滋賀県立八日市高等学校 ⇒（1974年：農業課程が分離独立）滋賀県立八日市南高等学校

#### 犬上
- 彦根町立尋常高等小学校附設工業学校（1911年）⇒ 彦根町立彦根商工学校（1916年）⇒ 彦根町立彦根商業学校 ⇒（1931年：県立移管）滋賀県立彦根商業学校 ⇒（1944年：閉校）→ 県立彦根女子商業学校（1944年）⇒《新制・統合》滋賀県立彦根高等学校 ⇒（1948年：県立彦根東高等学校と県立彦根西高等学校に収容）
- 滋賀県立彦根工業学校（1920年）⇒《新制》滋賀県立彦根南高等学校 ⇒（統合）滋賀県立彦根高等学校 南校舎 ⇒（独立）滋賀県立短期大学附属工業高等学校 ⇒ 滋賀県立短期大学附属彦根工業高等学校 ⇒ 滋賀県立彦根工業高等学校（1967年）

#### 坂田
- 滋賀県蚕糸業組合立簡易蚕業学校（1896年）⇒ 滋賀県蚕業学校 ⇒ 滋賀県立滋賀県農学校 ⇒ 滋賀県立長浜農学校 ⇒《新制》滋賀県立長浜南高等学校 ⇒（統合）滋賀県立長浜高等学校 南校舎 ⇒（分離）滋賀県立長浜南高等学校 ⇒ 滋賀県立長浜農業高等学校（1955年）
- 長浜町立長浜商業学校（1924年）⇒ 滋賀県立長浜商業学校 ⇒ 滋賀県立長浜南高等学校 ⇒ 滋賀県立長浜高等学校 ⇒ 滋賀県立長浜中高等学校 ⇒ 滋賀県立長浜西高等学校 ⇒ 滋賀県立長浜商工高等学校 ⇒ 滋賀県立長浜北星高等学校（1998年）

#### 伊香
- 伊香郡立伊香農学校（1902年）⇒ 滋賀県立伊香農学校 ⇒《新制・統合》滋賀県立伊香高等学校 ⇒ 滋賀県立湖北高等学校 伊香校舎 ⇒（1951年：分離）滋賀県立伊香高等学校

### 私立
- 松村裁縫速進教授所（1918年）⇒ 大津裁縫女学校 ⇒ 大津高等裁縫女学校 ⇒ 滋賀高等女子実業学校 ⇒《新制》大津家庭高等学校 ⇒ 滋賀女子高等学校 ⇒ 滋賀短期大学附属高等学校（2008年）
- 近江実修工業学校（1938年）⇒《新制・統合》近江高等学校

## その他
- 大津文化学校 ⇒ 湖南文化学校 ⇒ 湖南中学夜間部